# Cipeucang (Wanasalam)
Cipeucang is een bestuurslaag in het regentschap Lebak van de provincie Banten, Indonesië. Cipeucang telt 1952 inwoners (volkstelling 2010).